# Donnerstagsdemonstrationen

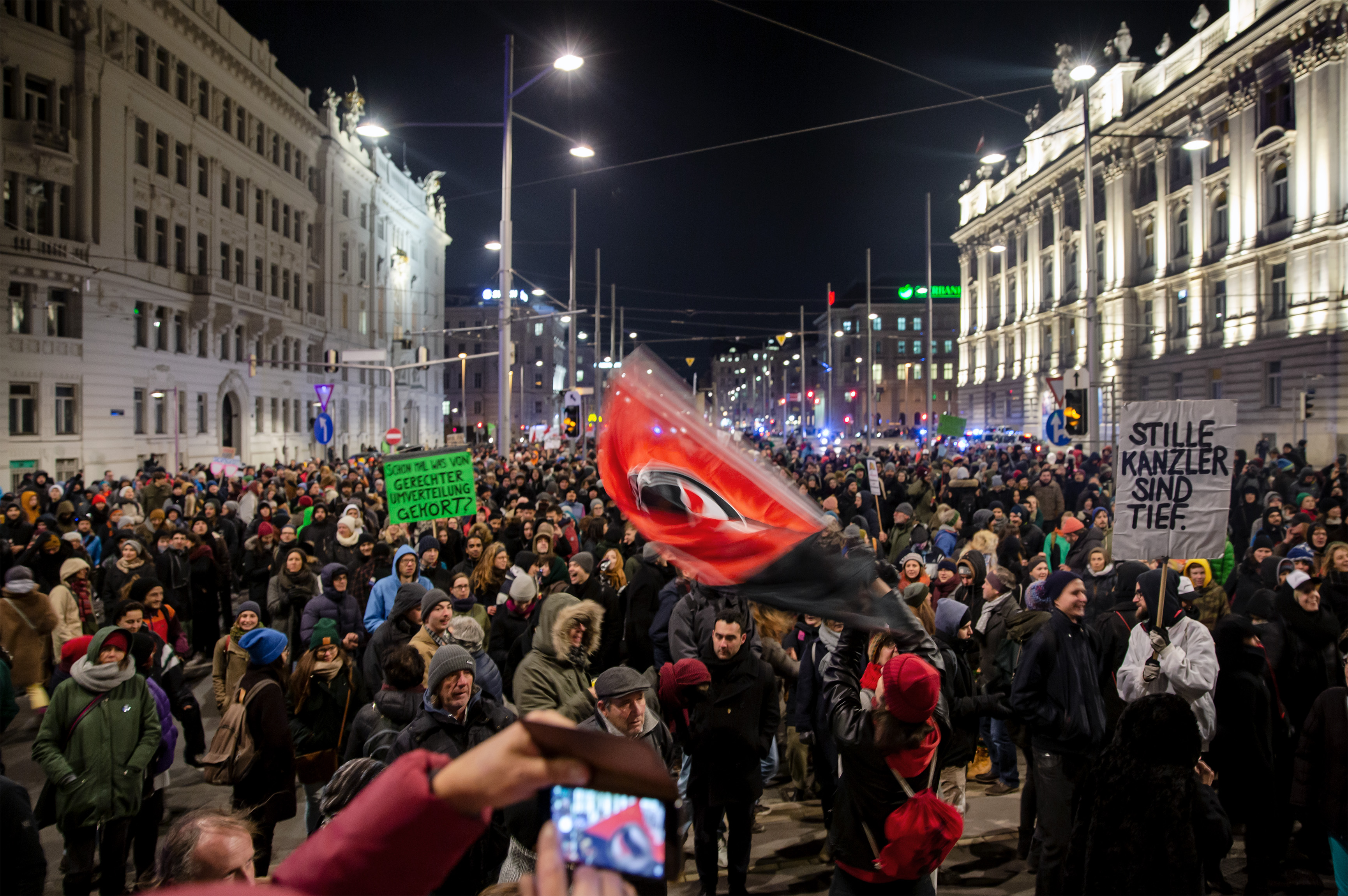
Donnerstagsdemonstration in Wien, November 2018

Als Donnerstagsdemonstrationen wurden die ab Februar 2000 wöchentlich in Wien abgehaltenen Protestkundgebungen gegen die ÖVP-FPÖ-Regierung unter Bundeskanzler Wolfgang Schüssel bezeichnet. Inhaltlich richteten sie sich vor allem gegen die von den Demonstranten als rassistisch, antisemitisch und fremdenfeindlich empfundenen Positionen der FPÖ, deren Verhältnis zum Nationalsozialismus, aber auch gegen Entdemokratisierungsbestrebungen (z. B. Hochschülerschaft, Sozialversicherungsträger), den Sozialabbau und die damit verbundene intendierte Schwächung von Arbeitnehmervertretungen von Schwarzblau/orange sowie die konservative Einstellung der ÖVP in Bezug auf Abtreibung und Homosexualität. Ausgehend vom Bundeskanzleramt wurde bis Anfang 2002 wöchentlich auf immer neuen, nicht angekündigten Routen durch die Stadt demonstriert.
Nach dem Antritt der ÖVP-FPÖ-Regierung Kurz im Dezember 2017 fanden unter dem Motto „Es ist wieder Donnerstag!“ ab Oktober 2018 bis zum Ende dieser Regierung im Mai 2019 in Folge der Ibiza-Affäre erneut Donnerstagsdemonstrationen wöchentlich in Wien und auch wiederholt auch in anderen Städten wie Innsbruck und Linz statt.

## Vorgeschichte
Österreichs innenpolitische Geschichte nach dem Zweiten Weltkrieg ist geprägt von der (oftmals sehr mühsam zuwege gebrachten) Zusammenarbeit zwischen den beiden großen Parteien SPÖ und ÖVP, wobei von 1970 bis 1999 durchgehend der Bundeskanzler von der bei allen Nationalratswahlen stimmenstärkeren SPÖ gestellt wurde. Die FPÖ konnte ab Mitte der 1980er Jahre nach einem vom Nationalen Flügel um Jörg Haider gewonnenen Machtkampf mit den Liberalen Flügel um Norbert Steger einen enormen Stimmenzuwachs erreichen, der großteils auf Zugewinne von SPÖ-Wählern basierte. Die Liberalen FPÖ-Mitglieder gründen später das Liberale Forum. Die SPÖ betrieb daraufhin eine Ausgrenzungspolitik gegenüber dieser immer wieder als rechtsextrem titulierten Partei. 
Nach der Nationalratswahl 1999 Anfang Oktober des Jahres war eine Mandatsverteilung entstanden, bei der SPÖ, ÖVP und FPÖ etwa gleich stark vertreten waren und die ÖVP knapp hinter der FPÖ nur drittstärkste Partei wurde. Die Folge davon war, dass sich schon rein rechnerisch, auch unter Einbezug der Grünen, keine Koalition mit einer stabilen Mehrheit im Nationalrat ergeben konnte. Grund dafür war die unmögliche Zusammenarbeit von SPÖ und FPÖ sowie die im vorhergegangenen Wahlkampf ergangene Ankündigung der ÖVP, dass sie im Falle eines dritten Platzes in Opposition gehen werde. Dadurch drohte keine Regierung zustande zu kommen und lange ergebnislose Koalitionsgespräche aller Parteien waren die Folge. Durch geschickte Verhandlungstaktik gelang es jedoch der ÖVP, eine Einigung mit der FPÖ herbeizuführen, sodass sich letztendlich Ende Jänner 2000 als einziges Resultat abzeichnete, dass die bei den Wahlen drittstärkste Partei den Bundeskanzler stellen und die über lange Zeit zuvor ausgegrenzte FPÖ mit auf der Regierungsbank sitzen würde – eine Konstellation, die es in der Geschichte Österreichs noch nie gegeben hatte. Von der politischen Gegenseite wurde diese Einigung aufgrund der polarisierten Stimmungslage rasch als ideologische Zusammengehörigkeit von ÖVP und FPÖ gedeutet und mit der stigmatisierenden Bezeichnung „schwarz-blau“ versehen. Gleich motiviert und zur selben Zeit entstand auch das kombinierte Parteikürzel „FPÖVP“, das gleich wie „schwarz-blau“ identifizierend für die Gegnerschaft wirkte.

## Entstehung
Der Widerstand gegen die sich abzeichnende Regierungskoalition zeigte sich anfänglich in hauptsächlich von jungen Aktivisten getragenen Aktionen. Diese begannen am 1. Februar 2000, als ein Dachbüro der ÖVP-Parteizentrale besetzt und Transparente über die Balustrade des Hauses gehängt wurden. Am Tag darauf folgten rund 20.000 Menschen einem Aufruf der Plattform „Demokratische Offensive“. Die Demonstration zog auf den zwischen dem Bundeskanzleramt und der Präsidentschaftskanzlei befindlichen Ballhausplatz. Direkt im Anschluss an die Kundgebung kam es zu Spontandemonstrationen vor den Parteizentralen von ÖVP und FPÖ.

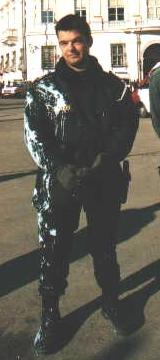
Ein bei der Regierungsangelobung im Jahr 2000 durch Demonstranten beschmutzter Polizist

Am 4. Februar, dem Tag der Angelobung der neuen Regierung, kam es für österreichische Verhältnisse zu äußerst ungewöhnlichen Massenbewegungen. Bereits in den Morgenstunden befanden sich rund 10.000 Demonstranten auf dem an den Ballhausplatz angrenzenden, symbolträchtigen Heldenplatz. Traditionell unternimmt eine neu anzugelobende Regierung einen Fußmarsch vom Bundeskanzleramt über den Ballhausplatz zur Präsidentschaftskanzlei in der Hofburg, wo der Bundespräsident die Angelobung vornimmt. Obwohl es der Polizei gelang, den Ballhausplatz zu diesem Zweck abzuriegeln, konnte die neue Regierung aus Sicherheitsgründen und erstmals in der Geschichte der Zweiten Republik nur durch einen unterirdischen Gang in die Präsidentschaftskanzlei gelangen. Während der Angelobung durch Bundespräsident Thomas Klestil wurden von Demonstranten Knallkörper, Farbbeutel und andere Gegenstände gegen das Präsidentschaftsgebäude und die davor postierten Polizeikräfte geworfen. Wenige Stunden später wurde das an der Ringstraße gelegene Sozialministerium von Regierungsgegnern besetzt. In den Abendstunden des 4. Februar kam es zu mehreren weiteren Einsätzen der Wiener Polizei, wobei unter anderem eine Demonstration unter Einsatz eines Wasserwerfers aufgelöst wurde. Medienberichten zufolge wurden an diesem Tag bei den Auseinandersetzungen zwischen 20 und 50 Personen verletzt – eine Bilanz, wie sie in der Geschichte der vorangegangenen Zeit kaum jemals anzutreffen war.
Am folgenden Tag veröffentlichte die politisch einflussreiche Kronen Zeitung ein Foto eines vermummten Demonstranten, der mit einem Ast eine Reihe behelmter und mit Schilden ausgerüsteter Polizisten attackiert, die sich hinter einem Tretgitter befinden. Wenig später stellte sich dieses Foto jedoch als Montage heraus. Die Affäre um diese Fälschung zog eine Verurteilung der Kronen Zeitung durch den österreichischen Presserat nach sich.
In den nächsten Tagen kam es in Wien täglich zu Demonstrationen, an denen zum Teil mehr als 20.000 Personen teilnahmen. Einen Höhepunkt erreichte die Bewegung gegen die „schwarz-blaue“ Regierung am Samstag, dem 19. Februar, als zwischen 150.000 (Polizeischätzung) und 300.000 Personen (Angabe der Veranstalter) an einer Großkundgebung unter dem Titel „Widerstand gegen Schwarz-Blau, gegen Rassismus und Sozialabbau“ teilnahmen. Auf dieser wurde als ein weiterer Termin für eine große Kundgebung ein nachfolgender Donnerstag bekannt gegeben sowie angekündigt, dass man nicht aufhören wolle zu demonstrieren, bis die Regierung zurückgetreten sei.
In den folgenden Wochen sanken die Teilnehmerzahlen an den zahlreichen Demonstrationen zum Teil auf unter 1000 ab, weshalb sich mehr und mehr der Donnerstag als wöchentlicher Demonstrationstag gegen die Bundesregierung herauskristallisierte, der gegenüber mittlerweile auch die anderen 14 EU-Mitgliedsstaaten die bilateralen Beziehungen auf Regierungs- und diplomatischer Ebene auf das nötigste Mindestmaß eingeschränkt hatten (vgl. „Sanktionen der EU-XIV gegen Österreich“). Zusätzlich fand jeden Samstag eine DJ-Veranstaltungsreihe unter dem ironischen Titel „Volkstanz“ statt. Bis Ende März zogen in diesem Rahmen jeweils bis zu 4000 Menschen unter dem Motto „Don't Stop to Resist, Stopp FPÖVP“ – untermalt mit von DJs gestalteter Musik aus Sound Systemen – durch Wien.

## Verlauf
An der ersten Donnerstagsdemonstration, die als solche bezeichnet werden kann, nahmen am 24. Februar 2000 etwa 12.000 Personen teil. Im März bewegte sich die Zahl der Teilnehmer zwischen 5.000 und 15.000 Personen. Nebenbei fanden noch immer an allen anderen Wochentagen kleinere Protestaktionen und Kundgebungen gegen die Bundesregierung statt. 

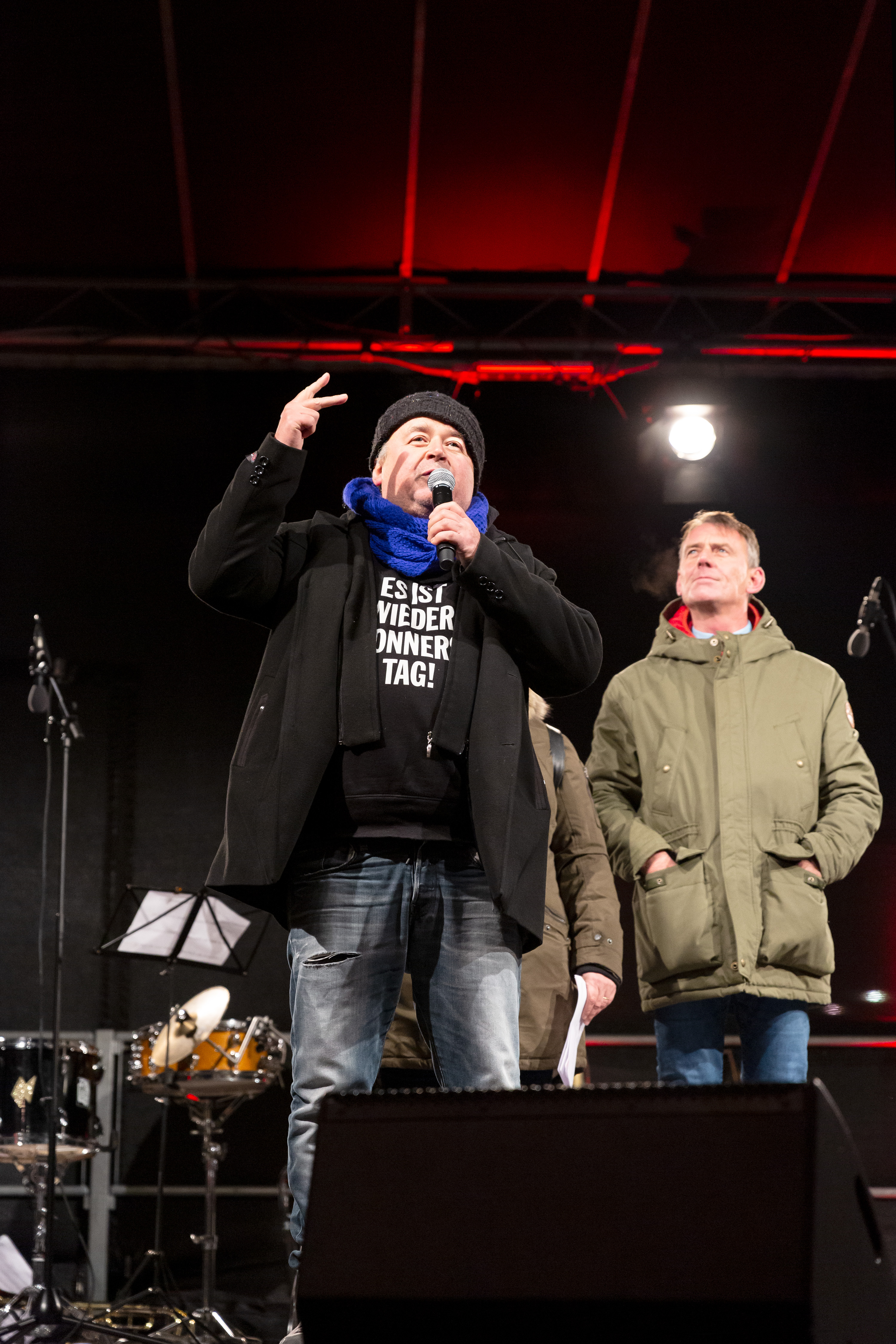
Kurto Wendt, bereits Mitorganisator und Sprecher bei den ursprünglichen Donnerstagsdemonstrationen, im November 2018

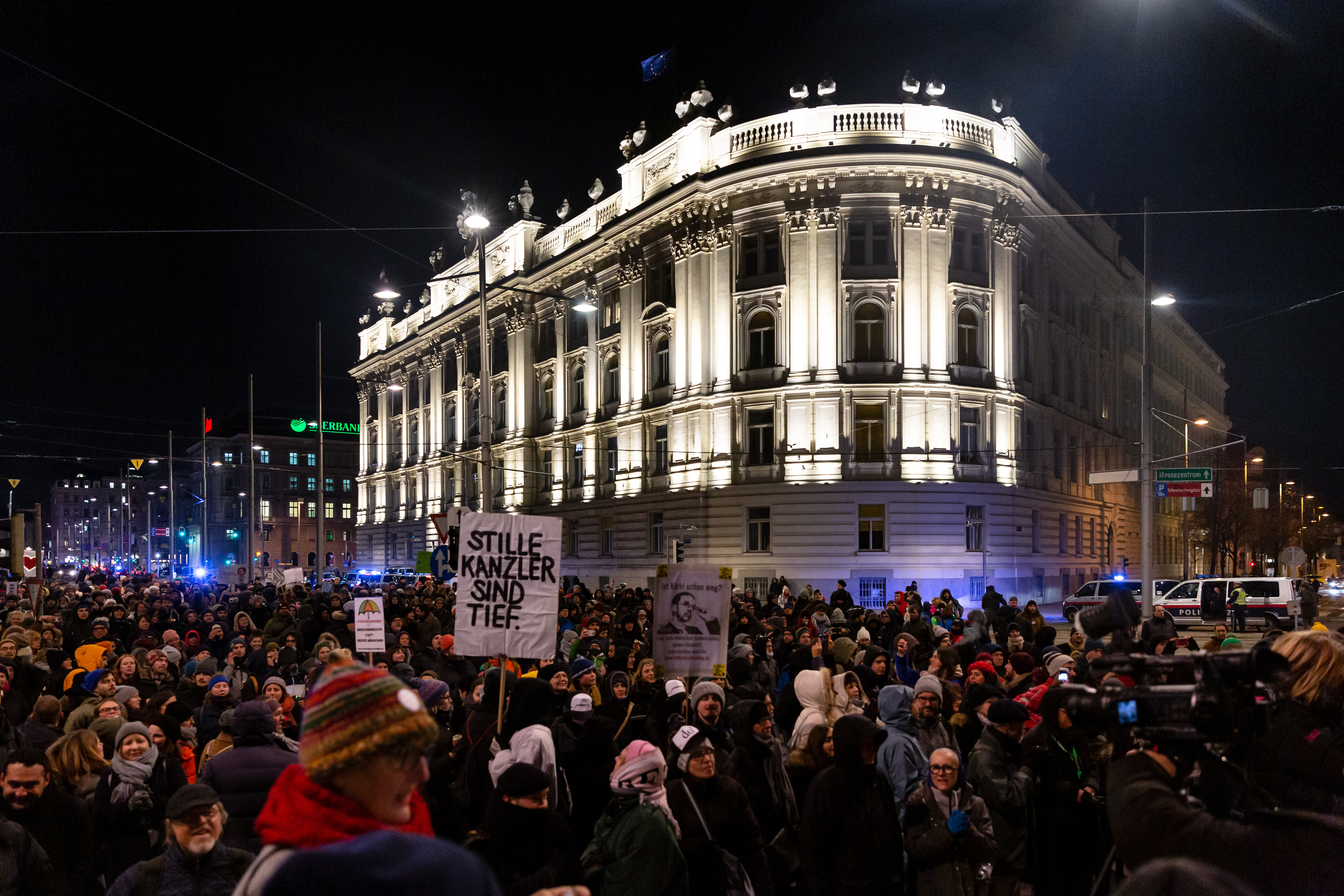
Donnerstagsdemonstration in Wien, November 2018

Im Folgemonat nahmen weiterhin bis zu 3.000 Menschen an den donnerstäglichen Demonstrationen teil. Erst Ende April ging die Anzahl der Kundgebungen an anderen Wochentagen zurück. In den folgenden Monaten pendelte sich die Teilnehmerzahl auf durchschnittlich 1000 Personen ein. Zu spektakulären Aktionen kam es unter anderem am 15. Juni, als die Demonstranten zuerst die zu einem Kunstprojekt des Regisseurs und Aktionskünstlers Christoph Schlingensief gehörenden Container vor der Wiener Staatsoper stürmten, um die darin befindlichen „Asylbewerber“ zu befreien. Nur wenige Minuten später drangen die Demonstranten in das nahegelegene Hotel Marriott ein, in dem gerade eine Podiumsdiskussion mit Finanzminister Karl-Heinz Grasser (damals FPÖ) stattfand. Ein dort kurz darauf geplanter Auftritt von Bundeskanzler Wolfgang Schüssel wurde so von den Demonstranten verhindert.
Im Sommer sanken die Teilnehmerzahlen zum Teil unter die 1000er-Marke, im Herbst pendelte sich das Niveau wieder knapp darüber ein. Im Dezember des Jahres waren noch durchschnittlich 500 Teilnehmer an den wöchentlichen Demonstrationen zu verzeichnen. Im Laufe der Zeit wurde ein kulturelles Rahmenprogramm in Form einer „Widerstandslesung“ vor Beginn der Donnerstagsdemonstrationen etabliert. Prominente Vortragende waren dabei unter anderem Hermes Phettberg, Marlene Streeruwitz und die spätere Literaturnobelpreisträgerin Elfriede Jelinek.
Im Jahr 2001 stagnierten die Teilnehmerzahlen, es wurde jedoch weiter wöchentlich gegen die Bundesregierung demonstriert. An den Donnerstagsdemonstrationen beteiligten sich nach wie vor zwischen 200 und 600 Personen. Während die samstäglichen „Volkstanz“-Veranstaltungen langsam ihr Ende nahmen, fand weiterhin vor jeder Donnerstagsdemonstration eine Lesung statt. 
Nachdem sich schon im Dezember 2001 zum Teil nur knapp über 100 Teilnehmer an den Demonstrationen gegen die Regierung eingefunden hatten, wurde ab Beginn des Jahres 2003 anstatt der wöchentlichen Demonstration ein wöchentlicher „Speakers Corner“ gegen Schwarzblau am Ballhausplatz abgehalten. Im Februar 2002 beteiligten sich rund 2500 Personen an einer Demonstration anlässlich der zwei Jahre zurückliegenden Angelobung der schwarzblauen Regierung.
Demonstrationen gegen die seit 2000 aus ÖVP und FPÖ (ab 2005 BZÖ) bestehende Regierung gab es ab Mitte 2003 weiterhin nur noch an allen Jahrestagen der Angelobung sowie im Jahr 2005 anlässlich des fünften Jubiläums der ersten Donnerstagsdemonstration. Mit dem Zustandekommen einer erneuten Großen Koalition zwischen SPÖ und ÖVP im Jänner 2007 und ihrer Fortführung bis 2017 wurde den regelmäßigen Kundgebungen das Motiv für ihren Weiterbestand entzogen. Die letzte Donnerstagsdemonstration fand mit über 400 Teilnehmern am 9. Februar 2006 anlässlich ihres sechsjährigen Bestehens statt.

### Donnerstagsdemonstrationen ab 2018
Am 4. Oktober 2018 wurde der wöchentliche Protest, nun gegen die ÖVP-FPÖ-Koalition (Bundesregierung Kurz I), die von Ende 2017 bis Ende Mai 2019 im Amt war, wiederaufgenommen. Auf dem Wiener Ballhausplatz versammelten sich am 4. Oktober 2018, wiederum einem Donnerstag, gemäß Aussage der Organisatoren um die 20.000 Demonstranten. Laut Exekutive nahmen 3000 bis 4000 Personen teil. Mit dem Motto „Es ist wieder Donnerstag!“ wird an die Protesttradition gegen Schwarz-Blau Anfang der 2000er-Jahre angeknüpft. Die Donnerstagsdemonstrationen führen bis auf weiteres wöchentlich auf verschiedenen Routen durch Wien. Auch in anderen österreichischen Städten finden teils regelmäßig Donnerstagsdemonstrationen statt. Durch die Ibiza-Affäre im Mai 2019 kam die Regierung zu einem Ende. Die erste Demonstration nach dem Misstrauensvotum gegenüber der gesamten Bundesregierung wurde durch einen Liveauftritt der Vengaboys unter anderem mit dem Lied „We're going to Ibiza“ begleitet.
Im Oktober 2024 wurde angekündigt, das die Donnerstagsdemonstrationen nach dem Sieg der FPÖ bei der Nationalratswahl 2024 wieder aufgenommen werden.

## Beurteilung
Die Donnerstagsdemonstrationen wurden bei den Beteiligten und Sympathisanten scherzhaft als „Wiener Wandertage“ bezeichnet, was gleichzeitig mit den „Volkstanz“-Veranstaltungen auf das Motiv „Bewegung“ hindeutet. Die Bezeichnung „Wandertag“ stammt aus dem schulischen Bereich und ihre Verwendung in diesem Zusammenhang erklärt sich aus der Tatsache, dass bei dieser Demonstrationsserie immer ein anderer, vorher nicht bekannt gegebener Weg eingeschlagen wurde. Dieses spaßhafte Moment wird als Ausdruck jugendlicher Lebensumstände gedeutet, zumal die Donnerstagsdemonstrationen vorrangig von jungen Leuten getragen wurden.
Die weltanschauliche Zusammengehörigkeit der Ausdrücke „Donnerstagsdemonstration“, „schwarz-blau“ und „FPÖVP“ zeigt sich in deren gemeinsamen langen Bestand. Die Demonstrationsserie existierte im Prinzip so lange, wie es die entsprechenden koalitionären Verhältnisse gab. Der Ausdruck „FPÖVP“ musste zwar nach dem Wechsel des Koalitionspartners FPÖ mit dem BZÖ aufgegeben werden, lebte aber  nach der Bildung einer neuerlichen SPÖ-ÖVP-Koalition im Jänner 2007 eine Zeit lang in der Form „SPÖVP“ weiter und wurde von den Gegnern dieser Koalition in abwertendem Sinn verwendet, also zum Teil auch von denen, gegen die sich „FPÖVP“ ursprünglich richtete.